# Erromenus defrictus
Erromenus defrictus là một loài tò vò trong họ Ichneumonidae.